# Red Bull
Red Bull (angleško 'rdeči bik') je poživilna gazirana pijača, ki jo proizvaja podjetje Red Bull GmbH s sedežem v Avstriji.
Pijača Red Bull temelji na pijači Krating Daeng, ki je nastala na Tajskem. Prodajana je kot energijska pijača, ki naj bi povečevala vzdržljivost ter izboljševala budnost in počutje. Tako 250 ml pijače vsebuje tavrin (1000 mg), kofein (80 mg), vitamine skupine B (B3, B5, B6 in B12) in druge snovi.

## Zgodovina
Tajec Chaleo Yoovidhya je leta 1976 v svoji domovini predstavil energijsko pijačo Krating Daeng, kar v tajščini pomeni 'rdeči gaur'. Avstrijski Slovenec Dietrich Mateschitz (Matešič) je to pijačo odkril, ko je leta 1982 pripotoval na Tajsko kot zaposleni v nemškem podjetju Blendax. Na tajskem in drugih azijskih trgih so bile energijske pijače že tedaj zelo priljubljen in razširjen izdelek.
Mateschitz je leta 1984 kupil licenco za prodajo pijače Krating Daeng na mednarodnem trgu in skupaj z družino Yoovidhya ustanovil podjetje Red Bull GmbH s sedežem v avstrijski vasi Fuschl am See v bližini Salzburga. Podjetje je v 49-odstotni lasti Mateschitza in 49-odstotni lasti družine Yoovidhya. Preostala dva odstotka v osebni lasti ima Chalerm Yoovidhya, najstarejši sin Chalea Yoovidhye.
Pijačo Red Bull so na avstrijskem trgu začeli prodajati leta 1987. Najprej so jo oglaševali kot luksuzno blago in ponujali predvsem na smučarskih destinacijah. Leta 1992 se je začela prodaja pijače Red Bull v Sloveniji in na Madžarskem, leta 1994 pa v Nemčiji in Veliki Britaniji. V ZDA so jo začeli prodajati leta 1997, najprej v Kaliforniji.
Do leta 2008 je prodaja pijač Krating Daeng in Red Bull Mateschitzu in družini Yoovidhya prinesla štiri milijarde ameriških dolarjev, kmalu zatem pa je znamka Red Bull postala tretja najvrednejša znamka brezalkoholnih pijač v svetu po ameriških znamkah Coca-Cola in Pepsi.
Leta 2019 je bilo v svetu prodano 7,5 milijarde pločevink pijače Red Bull.
Red Bull se v sedanjosti pogosto oglašuje kot glavni sponzor in lastnik športnih moštev. Med najbolj znana športna moštva v lasti podjetja Red Bull GmbH štejejo Red Bull Racing in Scuderia AlphaTauri (prvotno Scuderia Toro Rosso) v Formuli 1 ter nogometna moštva Red Bull Salzburg, RB Leipzig in New York Red Bulls.